# Save You (Simple Plan)
Save You è il quarto e ultimo singolo estratto dall'album Simple Plan, dell'omonimo gruppo, pubblicato il 14 agosto 2008.

## La canzone
Il cantante Pierre Bouvier ha dichiarato che il brano tratta della battaglia contro il cancro che suo fratello, Jay Bouvier, ha affrontato. In un'intervista al quotidiano messicano El Universal ha detto:

## Video musicale
Nel video ufficiale la band suona al centro di una stanza dove giacciono varie persone, apparentemente senza vita. Man mano che il video va avanti, le persone cominciano ad alzarsi da terra. Le persone sono tutti sopravvissuti al cancro e tra loro compare anche Jay, il fratello di Pierre, e René Angélil marito e manager della cantante Céline Dion.

## Tracce
1. Save You - 3:45
2. Addicted (Acoustic live in NYC) - 3:54
3. Welcome to My Life (Live from Laval) - 5:06

## Classifiche
| Classifica (2008) | Posizione massima |
| ----------------- | ----------------- |
| Australia         | 92                |
| Brasile           | 4                 |
| Canada            | 18                |

## Formazione
- Pierre Bouvier - voce
- David Desrosiers - basso, voce secondaria
- Jeff Stinco - chitarra solista
- Sébastien Lefebvre - chitarra ritmica, voce secondaria
- Chuck Comeau - batteria